# Svartinka
Svart inka (Coeligena prunellei) är en fågel i familjen kolibrier.

## Utseende och läte
Svartinka är en 11 cm lång mörk kolibri med en lång nålformad näbb. Fjäderdräkten är huvudsakligen svart med en mycket tydlig vit fläck på vardera bröstsida samt en vit fläck bakom ögat. Vidare syns glittrande blå skuldror, en liten grönblå fläck på strupen, vitkantade undre stjärttäckare och en svart kluven stjärt. Honan är något mer dämpad i färgerna än hanen. Arten är mestadels tystlåten, men ett "ick" kan höras under födosök.

## Utbredning och systematik
Fågeln förekommer i östra Andernas västsluttning i Colombia (Santander, Boyacá, Cundinamarca) och på Serranía de los Yariguíes väst- och östsluttningar. Den behandlas som monotypisk, det vill säga att den inte delas in i några underarter.

## Status och hot
Svartinkan har en liten världspopulation bestående av uppskattningsvis endast 7 500 vuxna individer. Den tros också minska i antal till följd av habitatförlust. Den är därför upptagen på internationella naturvårdsunionen IUCN:s röda lista över hotade arter, kategoriserad som sårbar (VU).

## Namn
Fågelns vetenskapliga artnamn hedrar Victor Prunelle (1777–1853).